# Svatý Odilo
Svatý Odilo z Cluny (961, Mercoeur - 1049, Souvigny) byl opatem v Cluny.

## Život
Pocházel z velké šlechtické rodiny, z francouzského regionu Auvergne. Roku 991 vstoupil do kláštera v Cluny, kde se v květnu 993 brzy stal koadjutorem opata Majola a 11. května 994 se stal jeho nástupcem.
Žil velmi přísným a asketickým životem. Neváhal dát i poslední peníze kláštera, aby pomohl bídným a chudým, hlavně během hladu, který se šířil roku 1006. Během jeho působení jako opata stále více a více klášterů se připojovalo na ducha mnišského života, který vládl v klášteře v Cluny.
Spolu s opatem Richardem ze Saint-Vanne se zasadil, aby se ve Francii přijalo „Boží příměří“ a pravidlo, podle kterého se kostel považoval za místo útočiště pro člověka. Z teologie se zvláště věnoval tajemství Vtělení a Panně Marii. Zavedl každoroční vzpomínku na všechny zesnulé věřící. Měl také zážitky extáze. Posledních pět let svého života byl nemocný, ale i přesto pracoval. Zemřel roku 1049 během vizitace v klášteře v Souvigny. Opatem byl více než padesát let. Svatý Fulbert ze Chartres ho nazval "Archandělem mnichů".
Jeho biografie byla napsána jeho učněm Petrem Damiánem.